# Face to Face
Face to Face er en amerikansk stumfilm fra 1922 af Harry Grossman.

## Medvirkende
- Marguerite Marsh som Helen Marsley
- Edna Holman som Grace Weston
- F.W. Stewart som John W. Weston
- Coit Albertson som Jack Weston
- Joe Smith Marba som Martin Hartley
- Frances White som Cleo Rand
- William Kendall som Bert Manners